# Dow Corning
Dow Corning est une entreprise américaine spécialisée dans la technique des silicones. Elle propose environ 7 000 produits et services, et revendique 25 000 clients dans le monde. La société est détenue à part entière par The Dow Chemical Company depuis juin 2016, et réalise plus de la moitié de son chiffre d'affaires annuel en dehors des États-Unis.
Elle a été la toute première entreprise à exploiter la chimie des silicones, des substances inorganiques basées sur l'élément silicium, qui trouvent leurs applications dans les lubrifiants, la construction, l'automobile, le cosmétique ou la santé. 
En décembre 2015, The Dow Chemical Company annonce son intention d'acquérir la part du capital détenue par Corning Corporation depuis 1943. Le 1er juin 2016, Dow Corning Corporation devient une filiale à 100 % de The Dow Chemical Company.